# Svetlana Bogdanova
Svetlana Vladimirova Bogdanova (em russo:  Светлана Владимировна Богданова ; 12 de julho de 1964) é uma ex-handebolista russa, medalhista olímpica.
Svetlana Bogdanova fez parte do elenco medalha de bronze, de Barcelona 1992.